# Nagy László (történész)
Nagy László (Mezőkeresztes, 1927. június 11.) történész, egyetemi oktató.

## Életpályája
1945 és 1953 között katonaként szolgált. Tanulmányait az Eötvös Loránd Tudományegyetem Bölcsésztudományi Kar történelem szakán végezte. 1957-ben szerezte meg diplomáját. 1959-től a történelemtudományok kandidátusa, 1988-tól doktora. Tudományos munkatársként illetve tudományos tanácsadóként dolgozott a Hadtörténeti Intézetben (1953–1969, illetve 1978–1991), majd tudományos szervezőként a Kulturális Kapcsolatok Intézetben illetve Külügyi Intézetben (1969–1972) és a Belügyminisztériumban (1991–1995). 1990-től a Kossuth Lajos Tudományegyetemen, az Eötvös Loránd Tudományegyetemen oktatott.
A Magyar Történelmi Társulat és a Magyar Tudományos Akadémia Hadtörténeti Bizottságának tagja, a Hadtörténelmi Közlemények szerkesztő bizottságának tagja.

## Elismerései
- 1984 A Zrínyi Könyvkiadó Nívódíja
- 1987 A Munka Érdemrend ezüst fokozata

## Művei
- 1961 A Bocskai-szabadságharc katonai története.
- 1964 Bethlen Gábor a nagy fejedelem.
- 1969 Bethlen Gábor a független Magyarországért.
- 1972 Magyar hadsereg és harcművészet a harmincéves háborúban.
- 1978 A végvári dicsőség nyomában
- 1981 "Sok dolgot próbála Bethlen Gábor..."
- 1981 Bocskai István a hadak élén.
- 1981 A kurucvilág Ady költészetében és prózájában.
- 1982 "Nem jöttünk égi hadak-útján..." Vázlatok és tanulmányok a XVII. századi kurucokról.
- 1982 A két Gábor a "Tündérkert"-ben és a történelmi valóságban.
- 1983 Hajdúvitézek.
- 1983 "Kuruc életünket megállván csináljuk..."
- 1984 A "bibliás őrálló" fejedelem.
- 1984 A rossz hírű Báthoryak.
- 1984 Habsburg- és törökellenes harcok a 17. században.
- 1985 Kard és szerelem. Török kori históriák.
- 1985 "Megint fölszánt magyar világ van...". Társadalom és hadsereg a XVII. század első felének Habsburg-ellenes küzdelmeiben.
- 1986 A török világ végnapjai Magyarországon.
- 1987 Az "erős fekete bég", Nádasdy Ferenc.
- 1988 Tündérkert fejedelme, Báthory Gábor.
- 1988 Erdélyi boszorkányperek.
- 1990 "Megfogyva bár, de törve nem...". Török háborúk viharában, (1541-1699).
- 1992 Hazaszeretet - nemzeti önbecsülés.
- 1992 A magyarországi Habsburg-uralom a török hódoltság idején.
- 1993 Magyarország Európában, a honfoglalástól a közelmúltig.
- 1993 Egy ezredév Magyarország történetében.
- 1994 Báthory István emlékezete. (szerk.)
- 1994 Foglalkozásvezetői segédkönyv az állampolgári és honvédelmi ismeretek oktatásához.
- 1997 Botránykövek régvolt históriánkban.

Több mint háromszáz cikke és tanulmánya jelent meg.